# Club d'aviron Elantxobe
Maillots
Le Club d'aviron Elantxobe (Elantxobe Arraun Elkartea en basque) est un club d'aviron de la ville d'Elantxobe créé en 1988. Les couleurs sont le vert et le rouge et la trainière s'appelle Artarri.